# پاهیک کریک
پاهیک کریک (به انگلیسی: Pohick Creek) رودخانه‌ای به‌طول ۱۴٫۰ مایل (۲۲٫۵ کیلومتر) است که در ایالات متحده آمریکا جریان دارد.